# Marshall (Illinois)
Marshall és una ciutat dels Estats Units a l'estat d'Illinois. Segons el cens del 2000 tenia 3.771 habitants.

## Demografia
Segons el cens del 2000, Marshall tenia 3.771 habitants, 1.655 habitatges, i 1.002 famílies. La densitat de població era de 463,7 habitants/km².
Dels 1.655 habitatges en un 28,3% hi vivien nens de menys de 18 anys, en un 45,2% hi vivien parelles casades, en un 12% dones solteres, i en un 39,4% no eren unitats familiars. En el 35,7% dels habitatges hi vivien persones soles el 17,3% de les quals corresponia a persones de 65 anys o més que vivien soles. El nombre mitjà de persones vivint en cada habitatge era de 2,21 i el nombre mitjà de persones que vivien en cada família era de 2,87.
Per edats la població es repartia de la següent manera: un 23,7% tenia menys de 18 anys, un 8% entre 18 i 24, un 26,7% entre 25 i 44, un 19,8% de 45 a 60 i un 21,9% 65 anys o més.
L'edat mediana era de 39 anys. Per cada 100 dones de 18 o més anys hi havia 80,9 homes.
La renda mediana per habitatge era de 33.413 $ i la renda mediana per família de 42.909 $. Els homes tenien una renda mediana de 31.108 $ mentre que les dones 21.144 $. La renda per capita de la població era de 19.851 $. Aproximadament el 3,6% de les famílies i el 6,2% de la població estaven per davall del llindar de pobresa.

## Poblacions properes
El següent diagrama mostra les poblacions més properes.